# Kaliakra
Kaliakra är en halvö och turistort i norra Bulgarien vid svartahavskusten. Från de branta strandklipporna är utsikterna magnifika, och man kan där ibland få syn på de utrotningshotade delfinerna, vanliga delfiner och tursiops, i  Svarta havet. På den 2 km långa halvön finns ett naturreservat och ruinerna av en medeltida borg.